# Cuibul de vipere (roman)
Cuibul de vipere (Le Nœud de vipères) este un roman din 1932 de François Mauriac. A apărut prima dată la Éditions Grasset. 

## Rezumat
Romanul este o mărturisire epistolară a lui Louis, un bărbat de șaizeci și opt de ani care se consideră un om bătrân. Își vede familia, soția, copiii și nepoții, rătăcind în jurul său în așteptarea moștenirii acumulate de acesta de-a lungul vieții sale. El are senzația că nu are alt scop decât să păstreze ceea ce a reușit să adune, el nu i-a oferit niciodată nimic acelei iubiri despre care consideră că a fost incapabil s-o inspire.
Vrea să se răzbune pe familia sa, dezmoștenindu-i pe toți. Dar soția lui moare înaintea sa și viziunea lui se va schimba profund...
În mărturisirea sa, Louis va povesti despre relația cu soția sa Isa, cu mama lui pe care o ura pentru că ea îl iubea prea mult și, mai ales, despre crizele sale de gelozie. El este un om torturat care evoluează treptat pentru a-și da seama că este capabil să iubească. Louis nu și-a putut termina scrisoarea, lungă de o sută de pagini, pentru că a murit scriind ultimul cuvânt „ador...”.
Iată ce scrie Mauriac în anunțul pentru cititor: „Nu. Nu banii i-a prețuit acest nenorocit, nu de răzbunare acestui nebun i-a fost foame. Adevăratul obiect al iubirii sale, îl vei afla dacă ai puterea și curajul să-l asculți pe acest om până la ultima sa mărturisire când moartea îl întrerupe ... "

## Ecranizări
- 1971 - Les Cent Livres : Le Nœud de vipères de Serge Moati; film TV
- 1980 - Le Nœud de vipères de Jacques Trébouta, film TV.